# Kari Härkönen
Kari Tapio Härkönen (Ristijärvi, 16 luglio 1959) è un ex fondista finlandese.

## Biografia
In Coppa del Mondo esordì nella gara inaugurale del 9 gennaio 1982 a Reit im Winkl (14°) e ottenendo l'unico podio il 9 dicembre 1984 a Cogne (2°).
In carriera prese parte a due edizioni dei Giochi olimpici invernali, Lake Placid 1980 (19° nella 15 km) e Sarajevo 1984 (13° nella 15 km), e a due dei Campionati mondiali, vincendo due medaglie.

## Palmarès

### Mondiali
- 2 medaglie:
  - 1 oro (15 km[1]
  - 1 bronzo (staffetta a Oslo 1982)

### Coppa del Mondo
- Miglior piazzamento in classifica generale: 7º nel 1985
- 1 podio (individuale[2])[3]:
  - 1 secondo posto